# De andra (Lost)
De andra är en fiktiv sammanslutning i TV-serien Lost.
De Andra (The Others i original) är det namn överlevarna har gett den mystiska grupp, vars närvaro föregick såväl haveriet av flyg 815 som Danielle Rousseaus ankomst. De är ansvariga för kidnappningen av Rousseaus dotter Alex när hon var ett spädbarn, och infiltrerade båda de grupper av överlevandes som bildades efter haveriet. De har dödat minst två av dem - Nathan och Steve.

## Säsong ett
I avsnittet "Raised by Another" kidnappas Claire av Ethan Rom, en av "De Andra", som tidigare utgett sig för att ha varit med i flyghaveriet. Claire är försvunnen flera dagar, men återkommer senare till lägret, dock utan minne av vad som hänt sedan haveriet. Så småningom återfår hon minnet, och det framkommer att Ethan höll henne drogad under större delen av fångenskapen och injicerade henne upprepade gånger med en okänd substans som skulle hjälpa hennes baby att immunisera mot en okänd sjukdom som han hävdade fanns på ön. Alex hjälpte Claire att fly. När Ethan återkommer för att kidnappa Claire igen dödas han av Charlie Pace. Efter detta har "De Andra" inte visat något intresse för varken Claire eller hennes son Aaron.
I slutet av första säsongen kidnappar "De Andra" Walt, skjuter Sawyer, spränger flotten som Michael, Sawyer, och Jin använder i ett flyktförsök från ön och lämnar dem vind för våg flera mil från kusten.

## Säsong två
Under andra säsongen framkommer det att "De Andra" kidnappat tolv överlevande från den bakre delen av planet, varav flera barn. Danielle Rousseau tillfångatar en man som hävdar att han är Henry Gale från Minnesota, men det framkommer snart att han tillhör "De Andra". Michael beger sig ut i djungeln för att rädda Walt, men tvingas att förråda sina vänner. I utbyte mot "Henrys" frihet och att han överlämnar Kate, Sawyer och Jack i "De Andras" händer, tillåts far och son lämna ön i en båt.

## Säsong tre
I tredje säsongen avslöjas det att "Henry Gale" i själva verket heter Benjamin Linus, och han förefaller vara ledaren för "De Andra". Det framkommer också att "De Andra" vid tidpunkten för Flight 815:s haveri bodde i ett modernt utformat villaområde någonstans på ön. 
Jack hålls fången på DHARMA-stationen Hydran, där även ett stort antal "Andra" håller till. I "Every Man for Himself" framkommer det att stationen är belägen på en liten ö en bit ifrån ön där flygplanet havererade. Kate och Sawyer har lyckats rymma från ön, tillbaka till platsen där planet havererade.
"De andra" och Jack återvänder sedan till huvudön, till "De andras" villaområde. I avsnittet Par Avion ser Kate, Sayid, Locke och Rousseau Jack spela rugby med "De Andra" och skaka hand med Ben. Kate och Sayid blir tillfångatagna när de tillsammans med Locke tar sig in i byn för att rädda Jack. Locke lyckas tränga in hos Ben och får honom under vapenhot att avslöja var ubåten finns. Locke tvingar då Alex, Bens dotter, att gå och hämta Sayids väska så att Locke kan spränga "De andras" ubåt med dynamiten som Sayid tog med sig. 
Locke följer med "De andra" när de lämnar platsen som överlevarna upptäckt. Kvar lämnas Kate, Sayid, Jack och Juliet som beger sig tillbaka till överlevarnas läger.
Locke förs till ett bunkerliknande rum där hans far sitter bakbunden med munkavel. Ben säger till Locke att han är speciell och att "De andra" har väntat på att han skulle komma till dem. Han lovar att berätta öns mysterier för Locke om Locke dödar sin pappa. När Locke inte klarar det ger Richard, en annan av "De andra", ett tips till Locke om att det inte måste vara Locke som dödar mannen. "De andra" flyttar ännu en gång, och Ben säger att Locke enbart får söka upp dem om han dödat sin pappa. Efter att Locke fått Sawyer att döda sin far återvänder han till "De andra" och kräver att få träffa Jacob, en mystisk karaktär som Ben säger är "De andras" ledare. Ben tar till slut med sig Locke till Jacobs hus. Locke kan inte se Jacob, men han hör honom säga "Hjälp mig". När de lämnat huset skjuter Ben Locke, som ramlar ner i DHARMA-initiativets massgrav. 
Överlevarna bestämmer sig för att en gång för alla besegra "De andra", som givit Juliet order om att hon ska infiltrera lägret för att ta reda på vilka kvinnor som är gravida för att "De andra" sedan ska hämta dem. Jack beslutar att de ska använda dynamiten från "Black Rock" till att spränga "De andra". 
Överlevarna lämnar Bernard, Jin och Sayid kvar på stranden för att utlösa dynamiten. Attacken misslyckas dock, vilket leder till att alla tre blir fångade, men Sawyer, Juliet och Hurley lyckas rädda dem och dödar "De andra" som befinner sig på stranden. Ben går tillbaka till de andras läger och beslutar att försöka stoppa överlevarna från att ringa till Naomis båt, och beordrar "De andra" som inte gick till stranden att bege sig till "Templet". Ben tar med sig Alex för att möta överlevarna, men tillfångatas och ser sedan på hur Jack ringer båten.